# Eugène Moreau
Pour les articles homonymes, voir Moreau.
Eugène Moreau, né Louis Isidore Eugène Lemoine le 16 mars 1806  Paris 2e et mort à Porcheville le 14 mars 1877, est un dramaturge français.
Il doit être distingué de son contemporain l'acteur, auteur dramatique et chansonnier Jean Eugène Moreau (d), auteur de Chansons et poésies publiées par la société du Caveau en 1877, avec lequel il a été et est encore souvent confondu.

## Biographie
Ses pièces ont été représentées sur les plus grandes scènes parisiennes du XIXe siècle : Théâtre de la Gaîté, Théâtre du Palais-Royal, Théâtre des Variétés, Théâtre du Vaudeville, etc. De son œuvre dramatique assez considérable, les plus célèbres ont été : Un bouillon d’onze heures (1847), comédie avec Paul Siraudin, plusieurs autres pièces avec le même, entre autres le fameux Courrier de Lyon (1830) ; le Père de ma fille (1858), comédie ; Une rage de souvenirs (1853), vaudeville et Frac et douillette (1868), vaudeville.
Il était membre de la Société des auteurs et compositeurs dramatiques
Il a laissé un fils, M. Moreau-Lemoine, qui a rempli d’importantes fonctions dans l’administration des chemins de fer du Nord.

## Œuvres
- La Peau de singe, drame en 2 actes, mêlé de chants et de danse, 1833.
- Mam' Benoît à la représentation de Sujet et Duchesse, 1836.
- Madame Bocquet et le chevalier d'industrie, 1837.
- Candinot, roi de Rouen, vaudeville en 2 actes, avec Hugues Bouffé, Charles-Hippolyte Dubois-Davesnes et Henri Horace Meyer, 1838.
- Louise de Rouvray, ou les raffinés, drame en 4 actes, 1839.
- Deux Couronnes, comédie en 1 acte, 1840.
- Chant breton, hommage à S. A. R. Mgr le duc de Nemours, 1843.
- Les Comédiens ambulans, vaudeville en 2 actes, avec Siraudin, 1844.
- Un laurier sur une tombe, scènes épisodiques à l'honneur du maréchal Drouet, Comte d'Erlon, 1844.
- Passé, Présent et Avenir, scènes épisodiques, pour l'inauguration du chemin de fer de Paris à Troyes, 1844.
- La Nouvelle Clarisse Harlowe, vaudeville en 3 actes, avec Siraudin, 1846.
- Un bouillon d'onze heures, scène de la vie privée, avec Paul Siraudin, 1847.
- Agénor le dangereux, vaudeville en 1 acte, avec Adrien Decourcelle et Eugène Labiche, 1848.
- Les Peureux, à-propos vaudeville en 1 acte, avec Delacour et Siraudin, 1848.
- Les Deux Sans-culottes, pochade non politique en 1 acte, avec Siraudin et Delacour, 1849.
- E. H., comédie-vaudeville en 1 acte, avec Siraudin et Delacour, 1849.
- Breda-Street, ou Un ange déchu, comédie-vaudeville en 2 actes, avec Clairville et Siraudin, 1849.
- Le Courrier de Lyon, ou l'Attaque de la malle-poste, drame en 5 actes et 8 tableaux, avec Alfred Delacour, Auguste Maquet et Paul Siraudin, 1850.
- La Chasse aux canards, revue parisienne et havraise, en 3 actes, avec Octave Hérial, 1850.
- Roméo et Marielle, vaudeville en 1 acte, avec Dumanoir et Siraudin, 1850.
- La Société du doigt dans l’œil, comédie-vaudeville en 1 acte, avec Clairville et Siraudin, 1850.
- La Tante Loriot, vaudeville en 1 acte, avec Delacour, 1850.
- La Femme qui trompe son mari, comédie-vaudeville en 1 acte, avec Delacour, 1851.
- Une paire de pères, vaudeville en 1 acte, avec Siraudin et Delacour, 1851.
- Une charge de cavalerie, comédie vaudeville en 1 acte, avec Delacour et Labiche, 1852.
- Un service à Blanchard, vaudeville en 1 acte, avec Delacour, 1852.
- Trois Amours de pompiers, vaudeville en 1 acte, avec Delacour, 1852.
- La Dame aux œillets blancs, comédie mêlée de couplets, 1853.
- Une rage de souvenirs, vaudeville en 1 acte, 1853.
- Le Dernier des Mohicans, vaudeville en 1 acte, avec Delacour, 1854.
- Le Sabot de Marguerite, comédie mêlée de chant en 1 acte, avec Marc-Michel, 1854.
- Montre perdue, récompense honnête !, comédie-vaudeville en 1 acte, avec Marc-Michel, 1855.
- Les Théâtres de Paris, 1855.
- Un monsieur comme il faut, comédie-vaudeville en 1 acte, avec Siraudin, 1856.
- Casse-cou, vaudeville en un acte, 1857.
- Origine du théâtre russe, 1857.
- Le Père de ma fille, comédie en 1 acte, 1857.
- Le Clou aux maris, comédie-vaudeville en un acte, avec Labiche, 1858.
- Virgile Marron, vaudeville en 1 acte, 1858.
- Un truc de mari, vaudeville en 1 acte, avec Deslandes, 1859.
- Une chasse à Saint-Germain, vaudeville en 2 actes, avec Raymond Deslandes, 1860.
- Quel drôle de monde !, vaudeville en 1 acte, avec Clairville, 1860.
- Les Hirondelles, drame populaire en 5 actes et 7 tableaux, précédé de : Le Testament du comte de Trèves, prologue,avec Dornay, 1861.
- Découvertes d'un âne savant, dédiées à l'Académie des sciences de Paris, 1862.
- Le Défaut de Jeanne, comédie en 1 acte, 1863.
- Des causes premières de la vie animale matériellement démontrées, 1863.
- Les Comédiens devant la Légion d'honneur, 1863.
- Du siège de l'âme, réfutation de l'opinion de M. Flourens à ce sujet, présentée à l'Académie des sciences, 1863.
- Le Zouave de la garde, drame en 5 actes et 7 tableaux, avec Dornay, 1863.
- Le Cabaret de la grappe dorée, comédie-vaudeville en trois actes, avec Jules Dornay, 1865.
- Les Vendanges du Clos-Tavannes, drame en 5 actes, avec Dornay, 1865.
- Des causes et éléments de production de l'électricité de la torpille, 1868.
- Frac et Douillette, vaudeville en 1 acte, 1868.
- Les Parricides, pièce de vers, 1871.

## Adaptations cinématographiques
- 1911 : Le Courrier de Lyon ou L'Attaque de la malle-poste d'Albert Capellani